# Plebeiogryllus spurcatus
Plebeiogryllus spurcatus är en insektsart som först beskrevs av Walker, F. 1869.  Plebeiogryllus spurcatus ingår i släktet Plebeiogryllus och familjen syrsor. Inga underarter finns listade i Catalogue of Life.